# Âm lan Trung Bộ
Âm lan Trung Bộ (danh pháp: Aphyllorchis annamensis) là một loài thực vật có hoa trong họ Lan. Loài này được Aver. miêu tả khoa học đầu tiên năm 1996.